# Kazagići (samhälle)
Kazagići är ett samhälle i Bosnien och Hercegovina.   Det ligger i entiteten Federationen Bosnien och Hercegovina, i den sydöstra delen av landet, 50 km öster om huvudstaden Sarajevo. Kazagići ligger 381 meter över havet och antalet invånare är 180.
Terrängen runt Kazagići är huvudsakligen kuperad. Kazagići ligger nere i en dal. Närmaste större samhälle är Goražde, 1,6 km väster om Kazagići. 
I omgivningarna runt Kazagići växer i huvudsak lövfällande lövskog. Runt Kazagići är det ganska tätbefolkat, med 67 invånare per kvadratkilometer.